# 911: en el plano del sitio
911: In Plane Site: Director’s Cut (911: en el plano del sitio por su nombre en español) es un documental de 2006 que habla de las supuestas conspiraciones del 11-S. Se presentan fotografías y secuencias de vídeo como prueba de que el público no tuvo conocimiento respecto al peor ataque terrorista en la historia de los Estados Unidos. La versión completa del documental fue lanzada por medio de Google video en enero de 2007.  Varias de las reclamaciones presentadas en la película han sido rechazadas por el movimiento por la verdad del 11-S.

## Reclamaciones
La película hace una serie de preguntas acerca de las conspiraciones del 11-S y, con estas, analiza los acontecimientos con una selección de las pruebas para responder a las preguntas:
- "¿Por qué en Estados Unidos y en el mundo nunca se mostraron el vídeo y las fotografías de El Pentágono, después que la pared exterior colapsara mostrando solo un agujero de 16 pies (4,9 m)?. Muchas personas no se dan cuenta de que la pared exterior no se derrumbó si no hasta casi 30 minutos después del impacto inicial.

- "Dado que la pared exterior del Pentágono aún no ha colapsado y el único agujero mide aproximadamente 16 pies (4,9 m) de diámetro - ¿cómo un avión de 44 pies (13,4 m) de alto y 125 pies (38,1 m) de ancho encaja en el agujero como se muestra en las pruebas fotográficas del Pentágono? Además, puede explicar la física ¿por qué no hay daño a los pisos superiores del Pentágono cuando la cola les habría pegado?

- "En el período de la tarde, se informó por medios de comunicación, que un cráter gigante de 100 pies (30,5 m) apareció en el césped frente al Pentágono, como resultado de un accidente de avión ¿Por qué no hay pruebas fotográficas que demuestren abrumadoramente que este no era absolutamente el caso? ¿Por qué no hay cráter? ¿Por qué no hay marcas de patín? ¿Por qué no hay marcas de quemaduras? ¿Por qué todo el mundo deliberadamente es engañado?

- "¿Cómo puede un Boeing 757, hecho de aluminio ligero, penetrar 9 pies (2,7 m) de concreto armado de acero?

- "En el World Trade Center, ¿por qué los bomberos, periodistas y otros testigos describen como una demolición, el derrumbe de los edificios uno, dos y siete?"

- "¿Qué es la luz en la parte derecha del Boeing 767, que se ve poco antes del impacto a la Torre Norte y la Torre Sur, capturada en vídeo por 5 cámaras separadas<! - Una para el primer ataque, 4 para el segundo -> incluyendo CNN y ABC? El análisis a cámara lenta revela la verificación de este acontecimiento extraordinario y plantea la pregunta: "¿Qué es?"

- "¿Por qué hay numerosos informes de explosiones de bombas en el WTC y sus alrededores antes de que los edificios se hubiesen derrumbado? Escuchar y ver el testimonio de los periodistas, equipos de rescate y los testigos que dicen una historia diferente incluyendo las posibles cargas de demolición, en las explosiones inexplicadas, y los vehículos cargados con explosivos, como aparece en televisión en vivo por la mañana del 11 de septiembre de 2001. "

- "¿Por qué un empleado de Fox News, que fue testigo del ataque a la segunda torre, dijo no ver ventanas en el "Vuelo 175", un avión comercial de United Airlines? ¿Por qué otro testigo informó que el "Vuelo 175" de United Airlines no era un avión comercial? ¿Qué tipo del segundo avión chocó con la torre? "

- "¿Hay algún tipo de hinchazón exterior que sobresale por debajo del " Vuelo 175 " ? Un análisis independiente computarizado digital dice que sí. ¿Dónde estaba ese "instrumento" adjunto? ¿Cómo podría haber salido de un aeropuerto comercial sin que se notara? ¿Qué propósito pudo tener para perpetrar los ataques? "

## Crítica a las reclamaciones
- A pesar de las afirmaciones de la película que "un avión es demasiado grande para caber en el agujero hecho en El Pentágono", otros han refutado esta afirmación[6] demostrando que un agujero de más de 27'43 m (90 pies) de ancho se hizo en el primer piso. Películas como En el plano del sitio y Loose change sólo se refieren a los agujeros más pequeños en el segundo piso.

El sitio questionsquestions.net menciona:
Tanto "En el plano" y en "Loose change" se da un uso selectivo de fotos en las que el hoyo de 27'43 m (90 pies) sobre el nivel del suelo se oculta tras el agujero de humo y agua lanzada por un camión de bomberos, y este ni siquiera se menciona, lo que hace que esta presentación aún más atroz.
- Una teoría que sugiere la película, es que al menos uno de los aviones que se estrelló en el World Trade Center, fue un motor de avión militar de EE. UU., y no un avión comercial, la misma ha sido refutada por una serie de investigadores, sin embargo, la partidarios de estas pruebas han publicado artículos criticando a tales artículos.[8][9][10][11]

Algunos de los que investigan los acontecimientos del 9/11 afirman que esa mezcla de engaño, es decir, la participación de las vainas, los misiles, "parpadeantes", y los aviones cisterna son válidas con preguntas sobre el ataque, y que estas incógnitas son un medio para desacreditar lo que ven como preguntas válidas por la asociación.

## Comentarios
Una breve revisión por parte de The Portland Mercury dijo que En el plano del sitio, "ofrece fotos pixeladas que realmente no muestran nada."

## Cobertura en televisión
- 11 de noviembre de 2004 - Fox News reprodujo partes del vídeo, durante la entrevista de Jimmy Walter sobre el tema.
- 17 de mayo de 2006 - El programa "Glenn Beck on Headline News" de CNN, reproduce partes del mismo durante la entrevista a David vonKleist, el productor del vídeo.

### Críticas al documental
En inglés
- 911: In Plane Site; A bad joke hidden "in plain sight"
- Video evidence Archivado el 4 de julio de 2008 en Wayback Machine.
- Jimmy Walter
- Jean-Pierre Desmoulins Commentary
- Hoax-Promoting Videos

- Datos: Q3511321